# Transición de la relatividad especial a la relatividad general
La teoría especial de la relatividad de Einstein fue formulada en 1905, y daba cuenta adecuada de los experimentos de Michelson y Morley, a la vez que proporcionaba un marco natural para comprender las ecuaciones de Maxwell del electromagnetismo. Sin embargo pronto se señaló la necesidad de generalizarla o completarla para dar cuenta de otros fenómenos naturales:
- Campo gravitatorio. La teoría de la relatividad especial había eliminado las "acciones a distancia" y había establecido que toda influencia física causal se mueve a una velocidad máxima, que resultaba ser igual a la de la velocidad de la luz. Sin embargo, la teoría de la gravitación de Newton postulaba una acción a distancia; por tanto era necesario encontrar una teoría más general que diera cuenta del campo gravitatorio y fuera compatible con la velocidad máxima de propagación de las influencias causales.
- Generalizar el principio de covariancia. Einstein había establecido una forma parcial del principio de covariancia, por la cual todas las leyes físicas debían tomar la misma forma para todos los observadores físicos inerciales, eso implicaba que un observador inercial sin comunicación o contacto visual con otros observadores inerciales no tenía manera de saber si estaba en reposo respecto a ellos en o en movimiento uniforme. Einstein mediante una serie de experimentos mentales, se autoconvenció de que esto hacía de los sistemas inerciales una clase de sistemas de referencia privilegiados, y que tal vez era posible construir una teoría en que todos los observadores, inerciales o no, fueran de algún modo equivalentes de tal manera que las leyes físicas pudieran formularse de modo que fueran de la misma forma para todos los observadores.

La teoría de la relatividad general surgió en un intento de superar los dos problema anteriores.

## Discusión general
El principio de relatividad especial es un principio de simetría que dice que las leyes físicas deben ser invariantes ante todas aquellas transformaciones de coordenadas que no cambian la métrica de Minkowski. En cambio, la relatividad general es, como lo dice su propio nombre, más general. Esta dice que las leyes físicas deben ser invariantes ante cualquier transformación de coordenadas en general.
Por eso, para pasar de la descripción "especial" a la "general", hay que considerar cómo transforman en general los objetos de la teoría física de interés (e.g. Electromagnetismo). El ejemplo más común es estudiar cómo generalizar leyes físicas enunciadas en ecuaciones diferenciales del espacio-tiempo. Cuando las transformaciones de coordenadas no son lineales, las derivadas recién mencionadas no transforman linealmente. Por esto se generaliza el concepto de derivada al de derivada covariante, de manera de poder escribir de forma invariante la ley física y así recuperar en el sistema localmente inercial la ley previamente conocida. Veamos el ejemplo del electromagnetismo explícitamente. Las ecuaciones de Maxwell escritas en forma covariante son:
{\displaystyle \partial _{\mu }F^{\mu \nu }={\frac {4\pi }{c}}J^{\nu }~~~~{\mbox{y}}~~~~\partial _{\mu }\star F^{\mu \nu }=0}
Donde {\displaystyle F^{\mu \nu }} es el tensor anti-simétrico del campo electromagnético, {\displaystyle \star F^{\mu \nu }} es su dual y {\displaystyle J^{\nu }} es la fuente. Desde el punto de vista de la relatividad general, estas ecuaciones solo pueden ser correctas en un sistema localmente inercial. Para generalizarlas sencillamente transformamos la derivada ordinaria a una derivada covariante de manera que las ecuaciones sean invariantes ante una transformación generalizada de coordenadas:
{\displaystyle D_{\mu }F^{\mu \nu }={\frac {4\pi }{c}}J^{\nu }~~~~{\mbox{y}}~~~~D_{\mu }\star F^{\mu \nu }=0}
En el caso de tensores de dos índices covariantes (como los recién mencionados) la derivada covariante, que es aquella que compensa las no-linelidades de las transformaciones de coordenadas, se escribe de la siguiente manera:
{\displaystyle D_{\mu }F^{\alpha \nu }=\partial _{\mu }F^{\alpha \nu }+\Gamma _{\beta \mu }^{\alpha }F^{\beta \nu }+\Gamma _{\beta \mu }^{\nu }F^{\alpha \beta }}
Y así, contrayendo dos índices de esta ecuación se obtiene la derivada covariante que aparece en la ecuación de Maxwell con la fuente.
El caso recién mencionado constituye una aplicación del principio de equivalencia fuerte. Más en general se podría, al generalizar la teoría física, acoplar el objeto físico de interés con elementos que describen la curvatura del espacio-tiempo, de manera tal de que cuando se vuelve al sistema de referencia localmente inercial esos elementos de la curvatura se anulan y se vuelve a recuperar las ecuaciones. En este caso se estaría aplicando el principio de equivalencia débil.

## Teoría de la gravitación de Nördstrom
Inicialmente Einstein y otros científicos buscaron una teoría del campo gravitatorio a partir de una teoría relativista del potencial gravitatorio. Uno de estos intentos es el de cinetífico fines Nördstrom que formuló una teoría no lineal de la gravitación a partir de un potencial gravitatorio, si bien esta teoría en ciertos aspectos coincide con la relativdad general de Einstein en otros aspectos cruciales se aleja de ellos. El interés de la teoría de Nordström es que sugirió a Adriaan Fokker (1914), un estudiante de doctorado de Hendrik Lorentz, llevaron a Einstein, una interpretación geométrica que finalmente sugirió a Einstein relacionar el tensor de energía-impulso con la curvatura escalar de Ricci de un espacio-tiempo con métrica. La teoría de Nordström en esencia podía interpretarse como una curvatura del espacio tiempo de la forma:

{\displaystyle g_{\alpha \beta }=\phi \eta _{\alpha \beta }\,}

que involucraba la métrica de Minkowski y un campo escalar relacionado con el campo gravitatorio. La superación de las deficiencias de la teoría de la gravitación escalar de Nordström llevaron a Einstein a formular las ecuaciones correctas de campo.